# Lauenen
Lauenen (fr. Lauvine, rom. Lavina) – gmina (niem. Einwohnergemeinde) w Szwajcarii, w kantonie Berno, w regionie administracyjnym Oberland, w okręgu Obersimmental-Saanen. Wraz z gminami Arbaz oraz Ayent otacza górę Wildhorn. Leży w Berner Oberland.
Gmina została po raz pierwszy wspomniana w dokumentach w 1540 roku jako an der Lowinon. Lauenen jest znana jako obszar zagrożony lawinami, od tego pochodzi również jej nazwa (w języku niemieckim Lawine oznacza lawina, a po łacinie labina oznacza "stok") 

## Demografia
W Lauenen mieszka 828 osób. W 2020 roku 13,2% populacji gminy stanowiły osoby urodzone poza Szwajcarią.
W 2000 roku 93,5% (742 osoby) populacji mówiło w języku niemieckim, 2,9% (23 osoby) populacji w języku albańskim, a 1,6% (13 osób) populacji w języku francuskim.

Zmiany w liczbie ludności na przestrzeni lat przedstawia poniższy wykres:

## Galeria

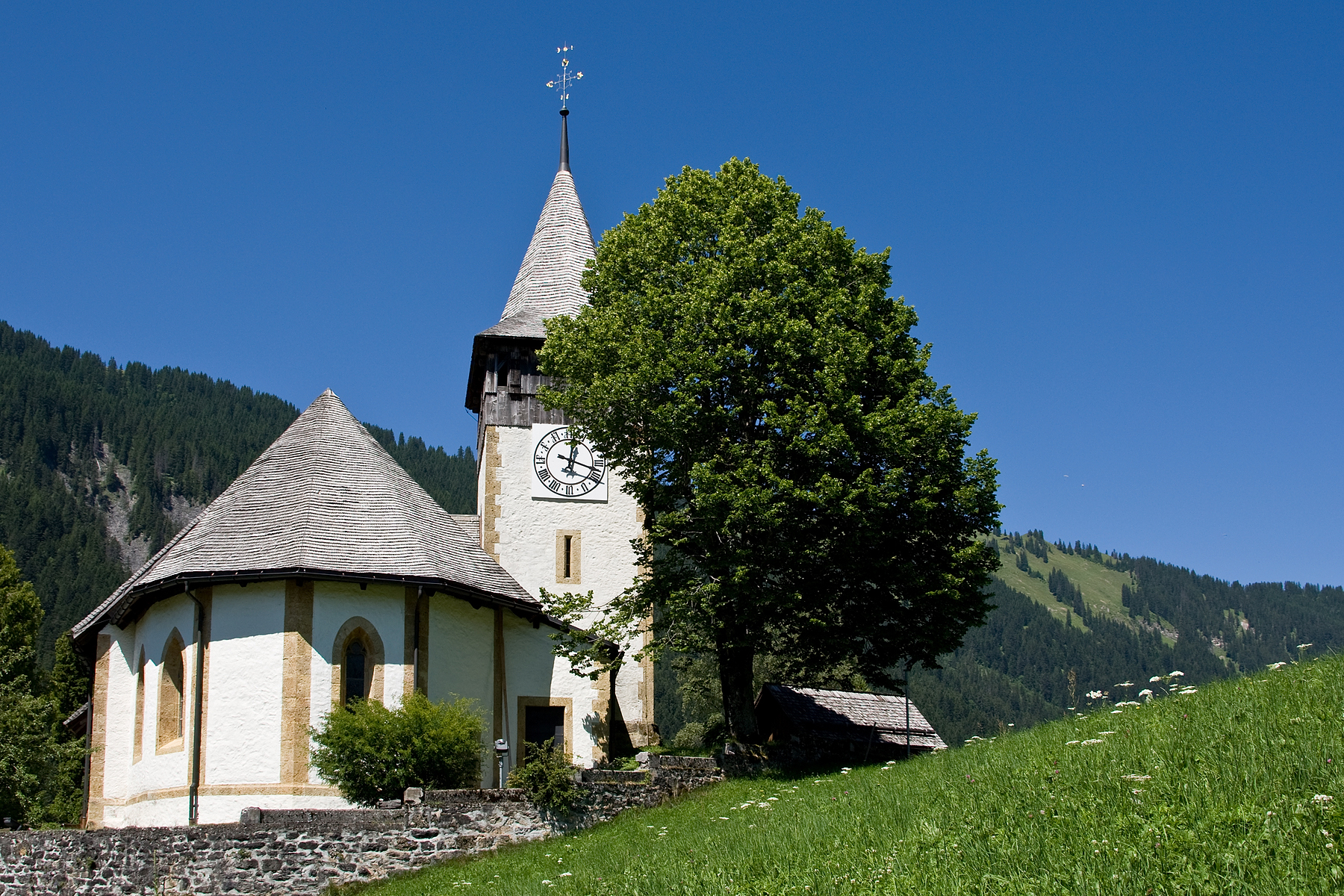
Kościół
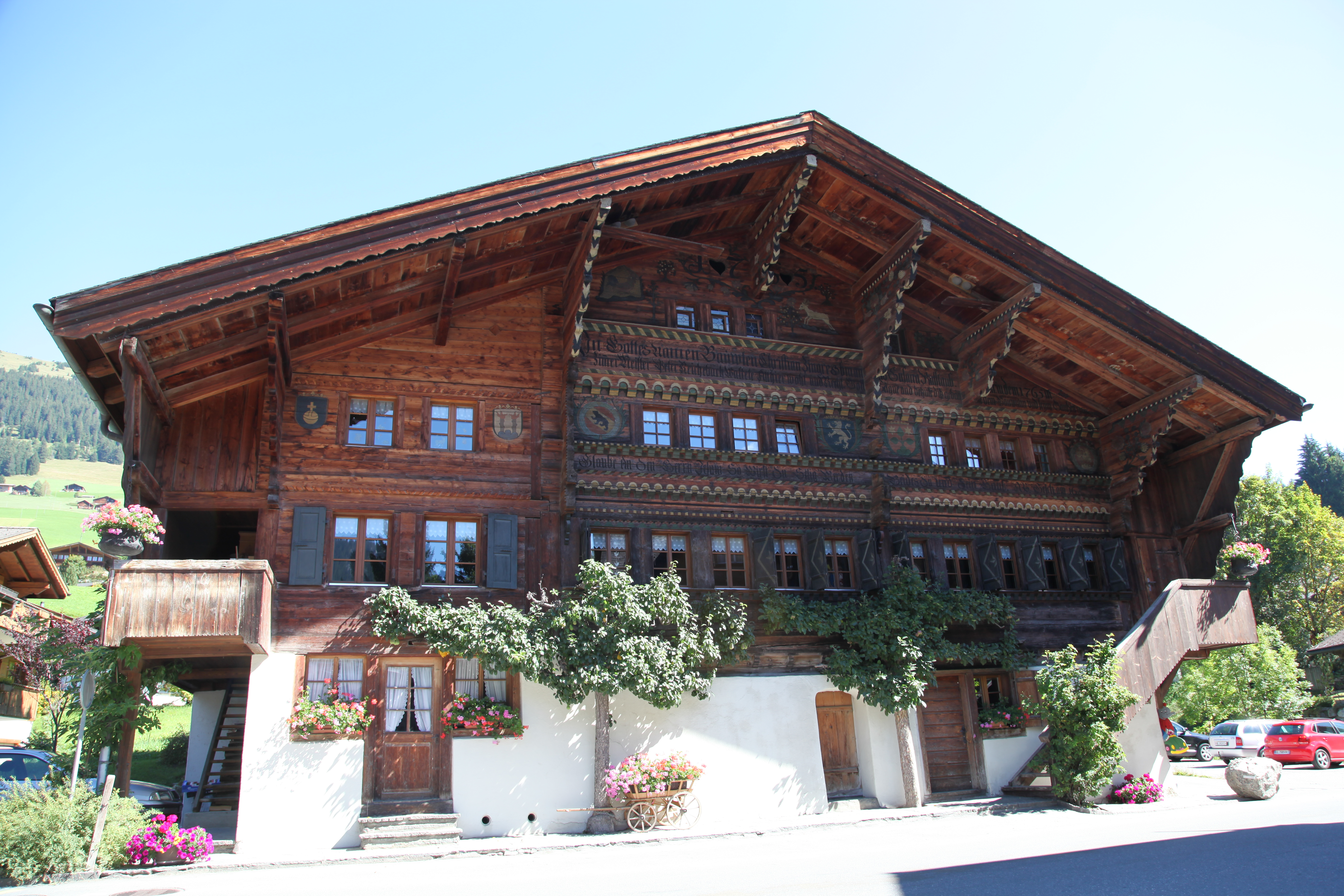
Jeden z zabytkowych hoteli na terenie Lauenen
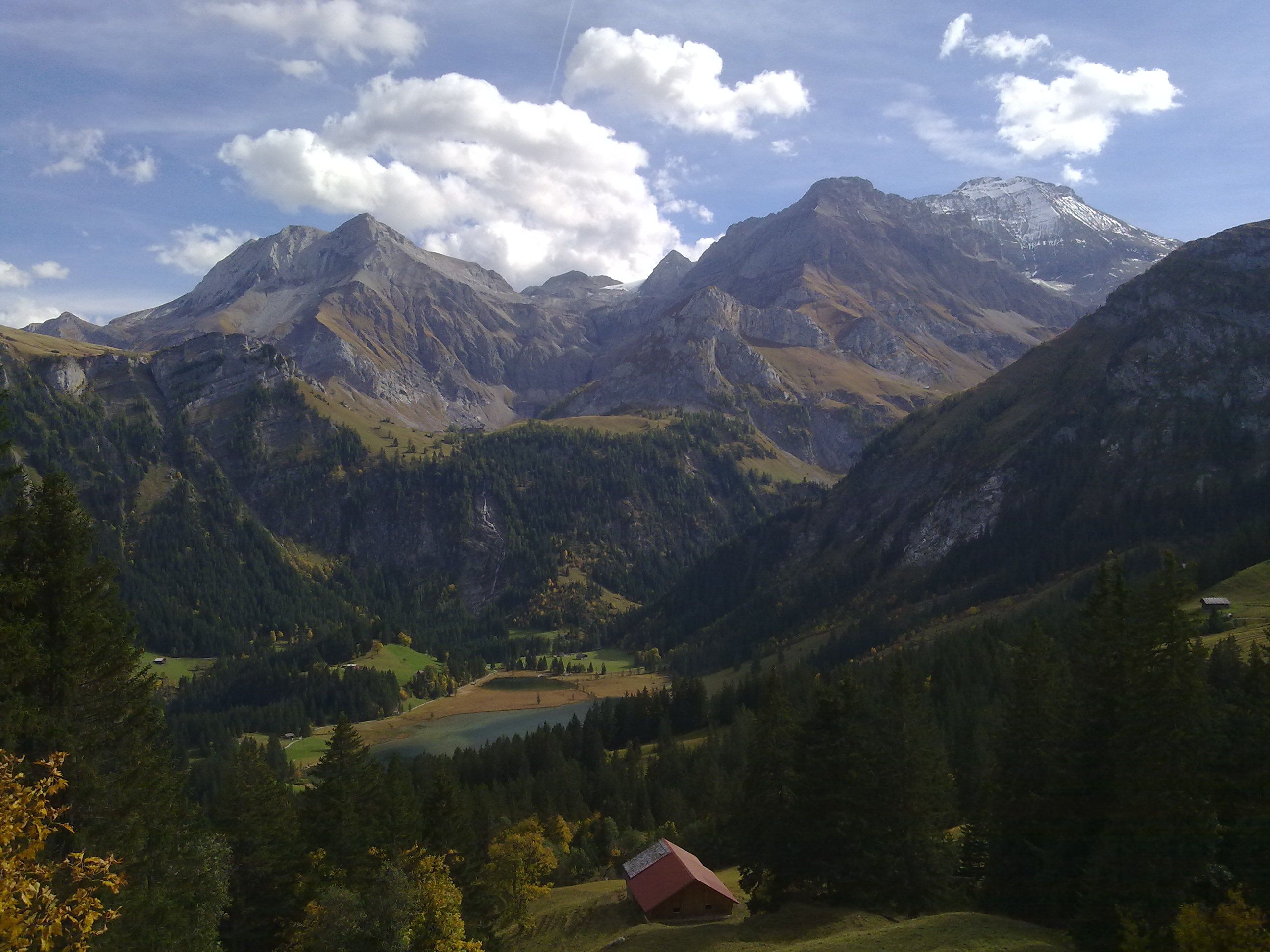
Jezioro Lauenen otoczone Szwajcarskimi Alpami

## Współpraca
Miejscowość partnerska:
- Babylon, Czechy